# CI Aquilae
CI Aquilae, auch CI Aql, ist eine rekurrierende oder wiederkehrende Nova vom Typ NR. Das System besteht aus einem Weißen Zwerg mit etwa 1,2 M☉, der von einem Begleitstern mit 1,5 M☉ umkreist wird. Der erste bekannte Ausbruch wurde 1925 von K. Reinmuth auf 16" Fotoplatten entdeckt, die bereits im Juni 1917 mit dem Bruce-Teleskop der Landessternwarte Heidelberg-Königstuhl aufgenommen wurden.
Zusammen mit U Scorpii, V394 Coronae Austrinae, RS Ophiuchi, T Coronae Borealis, V745 Scorpio, V3890 Sagittarius, T Pyxidis, und IM Normae bildet CI Aquilae eine kleine, aber heterogene Gruppe von 9 bis 10 Objekten in der Milchstraße, die novaartige Ausbrüche durchlaufen. Diese Ausbrüche haben eine geringere Amplitude und setzen weniger Energie frei als die klassischen Novae. Sie treten in Abständen von ca. 10 bis 100 Jahren auf. Es wird allgemein angenommen, dass die Weißen Zwerge in diesen Doppelsternsystemen nahe an der Chandrasekhar-Grenze liegen. Die Massentransferrate vom Begleitstern auf den Weißen Zwerg ist hoch und liegt in der Größenordnung von ca. 10−7 M☉ pro Jahr entsprechend 6,3 Billionen Tonnen pro Sekunde. Diese Merkmale deuten stark darauf hin, dass wiederkehrende Novae mit Weißen Zwergen, deren gesamte Masse im Sauerstoff-Kohlenstoff-Kern vereint ist, unmittelbare Vorläufer von Supernovae vom Typ Ia sind.
Rekurrierende Novae werden je nach ihrer Umlaufzeit in drei weitere Unterklassen eingeteilt.
- Die Unterklasse T Pyxidis mit einem Zwergbegleiter.
- Die Unterklasse U Scorpii mit einem leicht entwickelten Hauptreihenstern oder einem Unterriesen.
- Die Unterklasse RS Ophiuchi mit einem roten Riesenstern.

CI Aql hat eine Umlaufzeit von 0,618 Tagen und gehört damit zur Unterklasse U Scorpii.
B. E. Schaefer von der University of Texas at Austin berichtet 2001, dass auf 12 Archivfotos des Harvard-College-Observatorium aus dem Jahr 1941 ein Ausbruch der Nova CI Aql gefunden wurde. Er folgert daraus, dass es sich um eine wiederkehrende Nova mit einer Zeitspanne von 20 Jahren handeln könnte, bei der die Ausbrüche 1960 und 1980 übersehen wurden.